# Iñaki Gómez
Iñaki Gómez, född 16 januari 1988, är en friidrottare från Kanada. Han deltog vid olympiska sommarspelen 2012 och olympiska sommarspelen 2016.